# Trifora

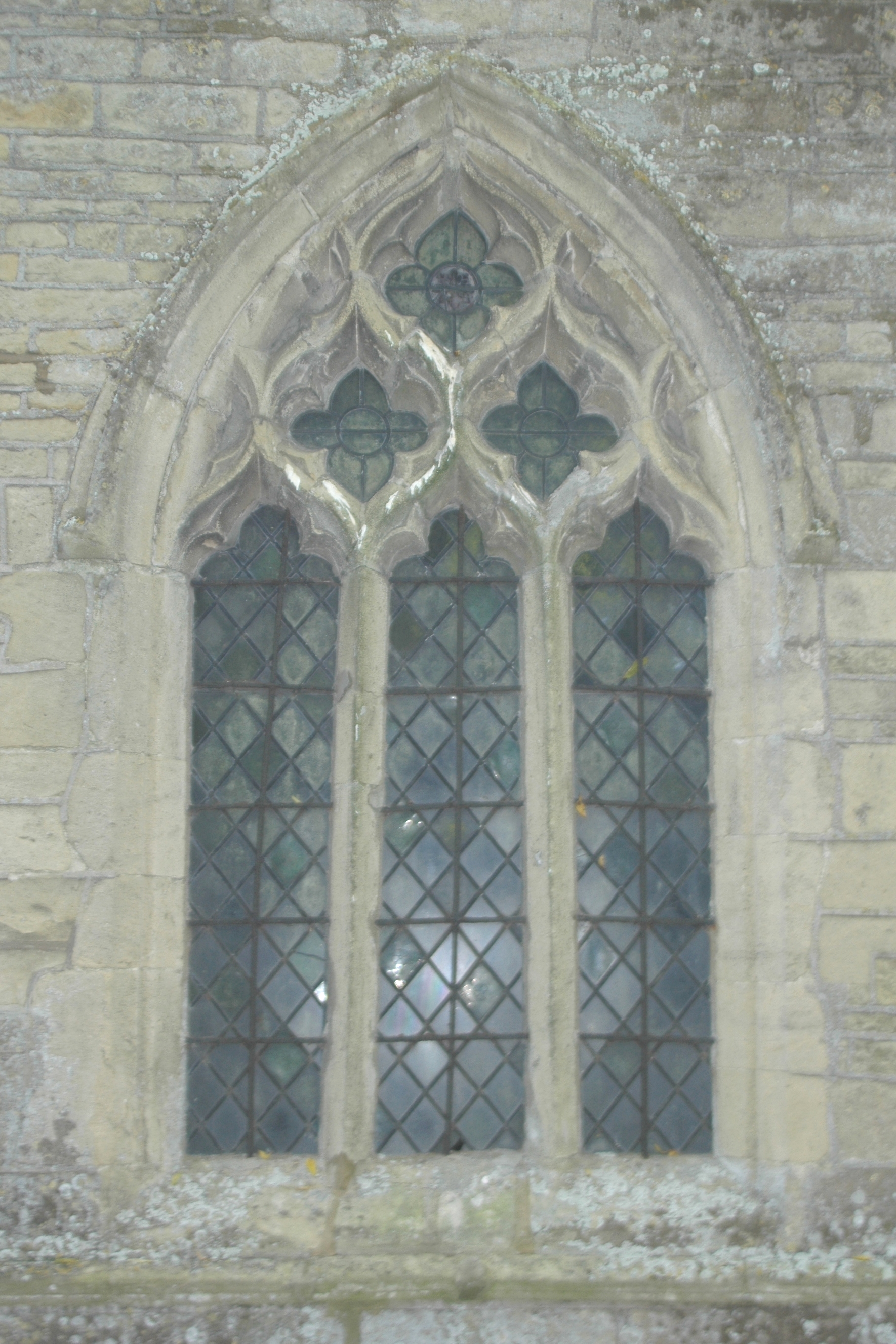
Een gotische trifora met drielobbige bogen

Een trifora, ook wel een drielicht genoemd, is een bepaald type venster met een specifieke vorm. Het venster is onderverdeeld in drie openingen die van elkaar worden gescheiden door twee kolommen of zuilen waarop de twee bogen van de beide omliggende vensteropeningen rusten. Soms zijn de openingen omlijst, waarbij er extra ruimte is ingevoegd tussen de bogen die gebruikt wordt voor decoratie.
De zuilen van de trifora zijn een deelzuiltje en kunnen bestaan uit een basement, een schacht en een kapiteel. Behalve twee deelzuiltjes kan er ook gebruikgemaakt zijn van twee montanten.
Trifora zijn veelvuldig gebruikt in de romaanse, gotische en renaissance architectuur. Later werd ze grotendeels weer verlaten, om in de 19e eeuw tijdens het eclecticisme weer in zwang te raken bij de herontdekking van oude stijlen.
|  |  |